# Orinda (BART)
Orinda es una estación en la línea Pittsburg/Bay Point–SFO/Millbrae del BART. La estación se encuentra localizada en 11 Camino Pablo en Orinda, California. La estación Orinda fue inaugurada el 21 de mayo de 1973.  El Distrito de Transporte Rápido del Área de la Bahía es la encargada por el mantenimiento y administración de la estación.

## Descripción
La estación Orinda cuenta con 1 plataforma central y 2 vías. La estación también cuenta con 1,406 de espacios de aparcamiento.

## Conexiones
La estación es abastecida por las siguientes conexiones de autobuses: 
- County Connection: Ruta 6 (de lunes a viernes solamente) y 6L